# Премія Роберта Шумана
Премія Роберта Шумана (нім. Robert-Schumann-Preis) — премія в області академічної музики, присуджувана з 1964 року адміністрацією міста Цвіккау. Вручається музикантам або музикознавцям за видатний внесок у пропаганду або дослідження музики Роберта Шумана. До 2003 року вручалася щорічно, тепер — раз на два роки. Грошова частина Премії становить 10 000 євро.

## Лауреати
| 1964 | Георг Айсман, Аннерозе Шмідт, Ганс Шторк (всі — НДР)              |
| 1965 | Карл Лаукс (НДР), Лоре Фішер (ФРН)                                |
| 1966 | Даніель Житомирський (СРСР), Дітер Цехлін (НДР)                   |
| 1967 | Олів'є Ален (Франція)                                             |
| 1968 | Святослав Ріхтер (СРСР)                                           |
| 1969 | Петер Шраєр (диригент), Герберт Шульце (обидва — НДР)             |
| 1970 | Дмитро Башкіров (СРСР), Мартін Шоппе (НДР)                        |
| 1971 | Гюнтер Ляйб (НДР), Тетяна Ніколаєва (СРСР)                        |
| 1972 | Марія Максакова (СРСР), Еккехард Отто (НДР)                       |
| 1973 | Еміль Гілельс (СРСР), Елізабет Брейль (НДР)                       |
| 1974 | Неллі Акопян (СРСР), Амадеус Веберзінке (НДР)                     |
| 1975 | Елен Боші (Франція), Зара Долуханова (СРСР)                       |
| 1976 | Елісо Вірсаладзе (СРСР), Зігрід Кель (НДР)                        |
| 1977 | Рудольф Керер (СРСР), Герберт Каліга (НДР)                        |
| 1978 | Гертрауд Гайслер, Ганс Йоахім Келер (обидва — НДР)                |
| 1979 | Ганне-Лоре Кузе (НДР), Франтішек Раух (Чехословакия)              |
| 1980 | Тео Адам (НДР), Міклош Форраї (Угорщина)                          |
| 1981 | Курт Мазур (НДР), Галина Черни-Стефанська (Польща)                |
| 1982 | Петер Резель (НДР), Міцуко Сіраї (Японія)                         |
| 1983 | Рудольф Фішер, Єва Фляйшер (обидва — НДР)                         |
| 1984 | Густав Папп (Чехословаччина), Діжі Ранкі (Угорщина)               |
| 1985 | Джейкоб Латейнер (США), Павло Лісіциан (СРСР)                     |
| 1986 | Йорг Демус (Австрія), Герд Наухаус (НДР)                          |
| 1987 | Дітріх Фішер-Діскау (ФРН)                                         |
| 1988 | Альбрехт Хофман (НДР)                                             |
| 1989 | Павло Єгоров (СРСР), Бернард Рінгайсен (Франція)                  |
| 1990 | Гартмут Гелль (ФРН), Гюнтер Мюллер (НДР)                          |
| 1991 | Джоан Чиссел (Велика Британія)                                    |
| 1992 | Тріо ABEGG, Гізела Шефер (Німеччина)                              |
| 1993 | Йозеф Де Бенхувер (Нідерланди)                                    |
| 1994 | Вольфганг Завалліш (Німеччина)                                    |
| 1995 | Дітер Гергардт Ворм (Німеччина), Гансгайнц Шнеєбергер (Швейцарія) |
| 1996 | Бернгард Аппель (Німеччина), Ненсі Райх (США)                     |
| 1997 | Ніколаус Арнонкур (Австрія)                                       |
| 1998 | Олаф Бер (Німеччина), Лінда Коррел Рознер (США)                   |
| 1999 | Ернст Бургер (Німеччина), Тріо імені Альтенберга (Австрія)        |
| 2000 | Стівен Іссерліс (Велика Британія), Ольга Лосєва (Росія)           |
| 2001 | Джон Еліот Гардінер (Велика Британія)                             |
| 2002 | Альфред Брендель (Велика Британія)                                |
| 2003 | Юліана Банзе, Иоахим Драхайм (обидва — Німеччина)                 |
| 2005 | Даніель Баренбойм (Аргентина-Ізраїль-Німеччина)                   |
| 2007 | Антон Куерті, Марджит Маккоркл (обидва — Канада)                  |
| 2009 | Райнгард Капп (Австрія), Міхаель Штрук (Німеччина)                |
| 2011 | Андраш Шифф (Угорщина)                                            |
| 2013 | Джон Фінсон (США), Ульф Валлін (Швеція)                           |
| 2015 | Науково-дослідний інститут Роберта Шумана (Німеччина)             |
| 2017 | Гайнц Голліґер (Швейцарія)                                        |
| 2019 | Рагна Ширмер, Яніна Классен (обоє — Німеччина)                    |
| 2021 | Томас Синофцік (Німеччина)                                        |